# ميشيل بيري
ميشيل بيري (بالإنجليزية: Michelle Perry)‏ عداءة أمريكية ولدت في 1 مايو 1979 في جرانادا هيلز ولاية كاليفورنيا وهي واحدة من أفضل العداءات في وقتنا الحاضر وهي بطلة العالم بسباق 100 متر حواجز للسيدات في أوساكا 2007 وهي أحد أعضاء المنتخب الأمريكي المتوج بلقب سباق 4 في 100 متر تتابع سيدات في البطولة نفسها.

## وصلات خارجية
- ميشيل بيري على موقع الاتحاد الدولي لألعاب القوى (الإنجليزية)
- ميشيل بيري على موقع الدوري الماسي (الإنجليزية)
- ميشيل بيري على موقع أوليمبيديا (الإنجليزية)
- ميشيل بيري على موقع اللجنة الأولمبية والبارالمبية الأمريكية (الإنجليزية)